# Christian Berner (balettmästare)
Christian Berner, född 1702, död 1773, var en svensk dansmästare och troligen dansare. Han var en av de första skådespelarna och dansarna i landet och verksam i den svensk pionjärtruppen i Stora Bollhuset.
Han var son till en handskmakare var han i juli 1738 dansmästare vid teatern. Avbrotten i teaterns verksamhet 1738–39 och 1741–43 försatte honom varje gång i fattigdom, men han fortsatte i sin anställning fram till 1753–54. Han fick flera recetter; truppens sista föreställning 1754 var troligen hans recett. Listorna för rollförteckningarna vid den första svenska nationalteatern saknas, men om han själv uppträdde, vilket han torde ha gjort, så var han Sveriges första inhemska dansare, liksom dess första svenska dansmästare.